# Jean-Claude Izzo
Jean-Claude Izzo (Marsella, 20 de junio de 1945-26 de enero del 2000) fue un escritor francés.

## Biografía
Su padre nació en Italia y emigró a Marsella en 1920; su madre nació en Marsella en el barrio de Panier y era hija de españoles. En 1964 es llamado a hacer el servicio militar y le destinan en Toulon, después entra en los comandos disciplinares en Yibuti, donde será arrestado durante mes y medio y perderá más de 15 kilos.
A su vuelta a Francia, se afilia al PSU en 1966 y en junio de 1968 se convierte en el candidato a las elecciones legislativas de Marsella. Más tarde, deja el PSU para entrar en el PCF y llegará a ser el redactor jefe de la revista comunista La Marseillaise.
En 1970 Izzo publicará su primera recopilación de poemas, Poèmes à haute voix.
En 1978, rompe con el PCF y comienza a escribir en diferentes revistas (La vie mutualiste, Viva...).
En 1995 comienza a cosechar sus mayores éxitos gracias a la publicación de su serie de novela negra Total Khéops, impulsado por Michel Le Bris y por Patrick Raynal, y que sería el primer capítulo de la trilogía marsellesa con Fabio Montale.
En 1996, publica Chourmo.
En 1997, publica una recopilación de poesías Loin de tous rivages y la magnífica obra Les Marins perdus, así como numerosas novelas recopiladas en antologías.
En 1998 Izzo publica Soleá, la última novela de la trilogía marsellesa y se consagra como un gran analista y documentalista de la mafia marsellesa, , la pègre.
En 1999 es publicada su última novela, Le soleil des mourants, ya que el 26 de enero de 2000 muere.

## Fabio Montale
Es su personaje más famoso y protagonista de la trilogía de Marsella. Fabio Montale se mueve por Marsella y lucha contra el hampa marsellés. Destaca su gusto por la comida y el buen vino, una de las características de la novela policíaca mediterránea.

## Filmografía
- Roger et Fred, Telefilme,en 2001.Ficha IMDb
- Total Khéops Ficha IMDb
- Les Marins perdus Ficha IMDb
- La trilogía marsellesa ha sido llevada a a la televisión a través de una serie:Fabio Montale( ficha IMDb) con Alain Delon. Esta adaptación ha sido muy polémica por la peersonalidad de Delon, opuesto a las ideas de Jean Claude Izzo.